# Srinagar
Srinagar és la capital (abans capital d'estiu) de l'estat de Jammu i Caixmir, a l'Índia i del districte de Srinagar. És a la vall del Caixmir. La ciutat es troba a les dues vores del riu Jhelum, afluent de l'Indus i és coneguda pels seus llacs i cases flotants. Està situada a 876 km al nord de Nova Delhi i es troba a 1.730 m d'altitud. El nom de la ciutat deriva de Sri (riquesa) i Nagar (ciutat). Posseeix una població de 894.940 habitants (cens del 2001), mentre que la seva àrea metropolitana té un total de 971.357 habitants.

## Història
Asoka va introduir el budisme a la vall de Caixmir i tradicionalment se li atribueix la fundació de la ciutat vers 250 aC sent coneguda com a Srinagar que vol dir "ciutat de Sri" (Sri o Lakshami, deïtat de la fortuna); el seu lloc inicial era al poble de Pandrethan a uns 5 km. Els kushana hi van governar des del segle I aC. La ciutat hauria estat fundada fa uns dos mil anys pel rei Pravarasena II. És possible que la regió hagués estat governada per Vikramaditya d'Ujjain) i pels seus successors. La dinastia Gonanda va dominar la regió fins que va caure en mans dels huns heftalites al segle VI sota Toramana i Mirakhula. A la meitat segle VI la ciutat de Pravarapura la va suplantar però Srinagar va conservar la importància. Hiuen Tsang (grafia moderna Xuan-Zang) va visitar Caixmir el 631, i esmenta l'existència de dues capitals i sembla que els sobirans hindús transferien sovint la capital d'un lloc a altre.
Després van seguir tres dinasties budistes o hindús fins a la introducció de l'islam al segle xiv amb algunes dinasties musulmanes. El govern mogol fou establert el 1588 i la ciutat fou anomenada Kashmir però va retornar al seu nom original. Després de la mort d'Aurangzeb el 1707 van arribar a la vall tribus paixtus; l'emigració es va incrementar després de 1747 quan el país va passar als Durrani de l'Afganistan que hi va tenir uns kans feudataris.
El 1819 Ranjit Singh del Panjab va conquerir Caixmir als afganesos. La dominació dels sikhs va durar fins al 1846 i durant aquesta es va prohibir la religió musulmana i es va tancar la mesquita de Srinagar. El tractat de Lahore del 1846 establia la separació de Caixmir del regne sikh de Lahore i la seva cessió al rajà de Jammu (abans feudatari de Lahore) Gulab Singh com a maharajà independent. Va restar en poder de Caixmir en endavant. El 1947 amb el suport dels musulmans de Caixmir, els pakistanesos van ocupar Srinagar però no van aconseguir dominar l'aeroport fet que va permetre als indis enviar l'exèrcit i capturar la ciutat i van forçar al maharajà a unir-se a l'Índia.

## Monuments i llocs d'interès
- Llac Dal i canals
- Turó d'Hari Parbat i de Takht-i Sulayman
- Pont de Zayna Kadal (meitat del segle XV)
- Palau de Zayn al-Abidin (meitat del segle XV)
- Complex de Madin o Madani Sahib (porta, tomba i mesquita a Zadibal, segle XV)
- Tomba de la mare de Zayn al-Abidin (coneguda com a Badshah)
- Khanakah de Shah Hamadan (segle XIV)
- Djami Masjid (1392/1393) reconstruïda el 1674 per darrera vegada
- Naganagari o Nagar Nagar, vila construïda per Akbar vers 1597/1598
- Pathar Masjid o Naw masjid (segle XVII)
- Mesquita d'Akhnun Mulla Shah (meitat del segle XVII)
- Mesquita d'Hari Partat amb un hamman proper (meitat del segle XVII)
- Pari Mahall, de vers 1650
- Jardins mogols (fins a 17 destacant els de Shalimar, Nishat i Chasma-i Shahi, descuidats entre 1752 i 1846, restaurats pels Dogra